# Большевыльское сельское поселение
Большевы́льское се́льское поселе́ние (чув. Мӑн Вылӑ ял тӑрӑхӗ) — упразднённое в 2022 году муниципальное образование в составе Аликовского муниципального округа Чувашской Республики. Административный центр — село Большая Выла.
Сельское поселение состоит из 3 населённых пунктов:
- Большая Выла — село, административный центр (расстояние до районного центра — 18 км)
- Выла — деревня
- Сириккасы — деревня

## История
Первые упоминания о селениях относятся к 1550—1552 годам.

## Природа
По землям поселения течет речка Выла, полноводная весной.

## Культура
Достопримечательности — памятник Воину-Победителю, музей спорта при МОУ «Большевыльская СОШ».

## Связь и средства массовой информации
- Связь: ОАО «Волгателеком», Би Лайн, МТС, Мегафон. Развит интернет ADSL технологии.
- Газеты и журналы: Аликовская районная газета «Пурнăç çулĕпе» — «По жизненному пути».
- Телевидение: Население использует эфирное и спутниковое телевидение, за отсутствием кабельного телевидения. Эфирное телевидение позволяет принимать национальный канал на чувашском и русском языках.
- Радио: Радио Чувашии, Национальное радио Чувашии